# 公訴
公訴（こうそ）とは、公の立場でなされる刑事手続上の訴え。私人による訴追を意味する私訴に対する概念である。
日本のように国家機関が訴追を行う国家訴追主義を例外なく採用している国もあれば、イギリスのように私人による訴追（私訴）が原則で公訴を例外としている国もある。

## 公訴に関する諸原則
公訴には次のような諸原則がある。ただし、採用されていない国や採用していても例外が存在する場合もある。
国家訴追主義国家訴追主義とは、刑事事件における公訴の提起及びこれを遂行する権限を国家機関に専属させる制度をいう。通常、刑事事件について公訴を提起し遂行する権限は検察官が担う。
起訴独占主義起訴独占主義とは、起訴の権限を国家機関のうち特に検察官のみに認める制度をいう。
起訴便宜主義起訴便宜主義とは、公訴を提起するに足りる犯罪の嫌疑及び訴訟条件が具備しているときでも検察官の裁量で起訴しないことができる制度をいう。一定の場合に起訴を強制する起訴法定主義に対する概念。
公訴不可分・不告不理の原則公訴不可分・不告不理の原則とは、公訴の効力は検察官の指定した被告人以外の者には及ばず、検察官の指定した公訴事実と同一性を有する範囲内でその事件の全部に不可分的に及びそれ以外には及ばないとする制度をいう。

## 各国の法体系と公訴手続

### 大陸法系の国々における公訴手続
フランスやドイツでは公訴を提起する権限の行使主体は検察官とされており国家訴追主義を原則としているが、例外的に被害者による私人訴追が認められている。
日本の刑事手続では私人による訴追は認められていない。なお日本の刑事手続における訴追については後述。

### 英米法系の国々における公訴手続
イギリスではもっぱら警察官が私人の立場で訴追を行う私訴（Private prosecution）が行われており公訴は例外である。
アメリカでは私人訴追制度は継承されず公的な訴追の機関として連邦及び各州に検察官制度が設けられている。また、アメリカでは州によって検察官とは別個の訴追機関として大陪審（Grand Jury）の制度を設けている場合もある。

## 日本の刑事手続における公訴
日本では国家機関である検察官が独自の裁量において公訴を提起する制度がとられている。

### 公訴に関する諸原則の採用

#### 国家訴追主義
公訴は検察官が行う（刑事訴訟法第247条）。日本法では私人による起訴（私訴）の制度は採用されていない。

#### 起訴独占主義
起訴は国家機関のうち検察官のみがすることができる（刑事訴訟法247条・検察庁法4条）。ただし、例外として準起訴手続である付審判制度（刑事訴訟法262条以下）と検察審査会による起訴議決制度（2度目の起訴議決による強制起訴）の制度が存在する。
刑事訴訟法262条所定の手続は準起訴手続ないし付審判請求と呼ばれる。もっとも、付審判の請求に理由があるとして裁判所が事件を審判に付したときには、その事件について公訴があったとみなされ（刑事訴訟法267条）、裁判所の指定する弁護士が検察官の職務を行う。
また、検察審査会法改正により2009年5月以降は、検察審査会が2回、起訴相当と議決した場合、裁判所の指定する弁護士が、原則として公訴を提起するものとされ、準起訴手続と同様の仕組みが導入された。
事件事務規程第191条により、地方検察庁又は区検察庁の検察官がした不起訴処分に関し、事件関係者が高等検察庁に不服申し立てをすることができ、更に高等検察庁の不起訴処分を維持するという判断に不服があるときは、最高検察庁に不服申し立てをすることが内規で認められている。

#### 起訴便宜主義
検察官は、犯人の性格、年齢及び境遇、犯罪の軽重及び情状並びに犯罪後の情況（示談の成立など）により訴追（ここでは、起訴と同義）を必要としないときは、公訴を提起しないことができる（刑事訴訟法248条）。日本法では1922年（大正11年）から起訴便宜主義が採用されている。

#### 起訴状一本主義
公訴提起に際しては起訴状のみを提出し、証拠を提出してはならないとする原則（刑事訴訟法256条6項）。事件を担当する裁判官に対してあらかじめ被告人を真犯人と決め付ける予断を与えてはならないという、予断排除の原則と有機的に結びついている。万が一にも起訴状以外の証拠が裁判官の目に触れた場合、その刑事訴訟は終了することになる。ひとたび予断を抱いた裁判官の記憶を消し尽くすわけにもいかないからである。

#### 変更主義
検察官は、第一審の判決があるまで公訴を取り消すことができる（刑事訴訟法257条、変更主義）。

#### 公訴不可分・不告不理の原則
公訴提起の効力は、起訴状に記載された単一の公訴事実全体に及ぶ一方、それ以外の事実には及ばない。また、公訴は検察官の指定した被告人以外の者にその効力を及ぼさない（刑事訴訟法249条）。裁判所が公訴の提起されていない事件・事案について審理および判決すると、審判の請求を受けない事件について判決したとして、絶対的控訴理由になる（刑事訴訟法378条第3号）。

### 公訴の提起手続
公訴の提起は、裁判所に起訴状を提出してする（刑事訴訟法256条1項）。起訴状には被告人の氏名、（生年月日、本籍または国籍、住所、職業も）公訴事実、罪名を記載しなければならない（同条2項）。公訴事実は訴因を記載し、できる限り日時、場所及び方法をもって特定しなければならないとされるが（同条3項）、このように訴因主義を取ることで、審判の対象や被告人の防御範囲を限定できるメリットがある。また、裁判官に予断を与えるのを防止するため、起訴状にそうした予断を来すおそれがある余事記載や、証拠その他の書類などを添付することは許されない（起訴状一本主義と呼ばれる。同条6項。なお、これに違反した起訴は同法338条4号により公訴棄却となる）。ただし、起訴状に添えて、勾留状または逮捕状は同時に提出しなければならない（勾留中の場合。在宅の場合はこの限りにあらず。）
裁判の迅速化のため、検察官は公訴の提起と同時に略式手続や即決裁判手続の請求を行うこともできる。